# タル・フリッカー
タル・フリッカー（Tal Flicker 1992年5月28日- ）はイスラエル出身の柔道選手。階級は66kg級。

## 人物
2016年のリオデジャネイロオリンピックには国内に世界選手権3位だったゴラン・ポラックがいたために出場できなかった。2017年にはグランドスラム・バクーやグランプリ・カンクンで優勝するなどして世界ランキング1位で世界選手権に出場すると、準決勝でロシアのミハイル・プリャエフに技ありで敗れるも、3位決定戦でウクライナのゲオルグリー・ザンタラヤを技ありで破って銅メダルを獲得した。続いてグランドスラム・アブダビに出場したが、2015年大会の時と同じく安全保障上の理由により、イスラエル選手団はIJFの名の下での参加を余儀なくされた。その大会では決勝でアゼルバイジャンのニジャット・シハリザダに一本勝ちして優勝した。表彰式ではIJFの旗が掲揚されてIJFの歌が流されたが、フリッカーはイスラエルの国歌ハティクヴァを口にした。フリッカーは「スポーツは政治に屈してはならない」と語った。東京オリンピックにはライバルのバールーフ・シュマイロフとの代表争いに敗れて出場できなかった。
IJF世界ランキングは2586ポイント獲得で5位(23/9/18現在)。

## 主な戦績
- 2014年 - グランプリ・ザグレブ　3位
- 2015年 - ヨーロッパオープン・ローマ　優勝
- 2015年 - グランプリ・チェジュ　3位
- 2016年 - グランプリ・ザグレブ　3位
- 2017年 - ヨーロッパオープン・リスボン　優勝
- 2017年 - グランプリ・デュッセルドルフ　3位
- 2017年 - グランドスラム・バクー　優勝
- 2017年 - グランプリ・カンクン　優勝
- 2017年 -　世界選手権　3位
- 2017年 - グランドスラム・アブダビ　優勝
- 2018年 - ヨーロッパ選手権　3位
- 2018年 - グランプリ・ザグレブ　優勝
- 2018年 -　世界選手権　5位
- 2019年 - グランプリ・トビリシ　優勝
- 2019年 - グランプリ・ブダペスト　5位
- 2020年 -　グランプリ・テルアビブ　3位
- 2020年 - ヨーロッパ選手権　2位
- 2022年 -　グランドスラム・アンタルヤ　3位
- 2022年 -　グランドスラム・ブダペスト 3位

(出典、JudoInside.com)